# St. Gallus (Steppach)

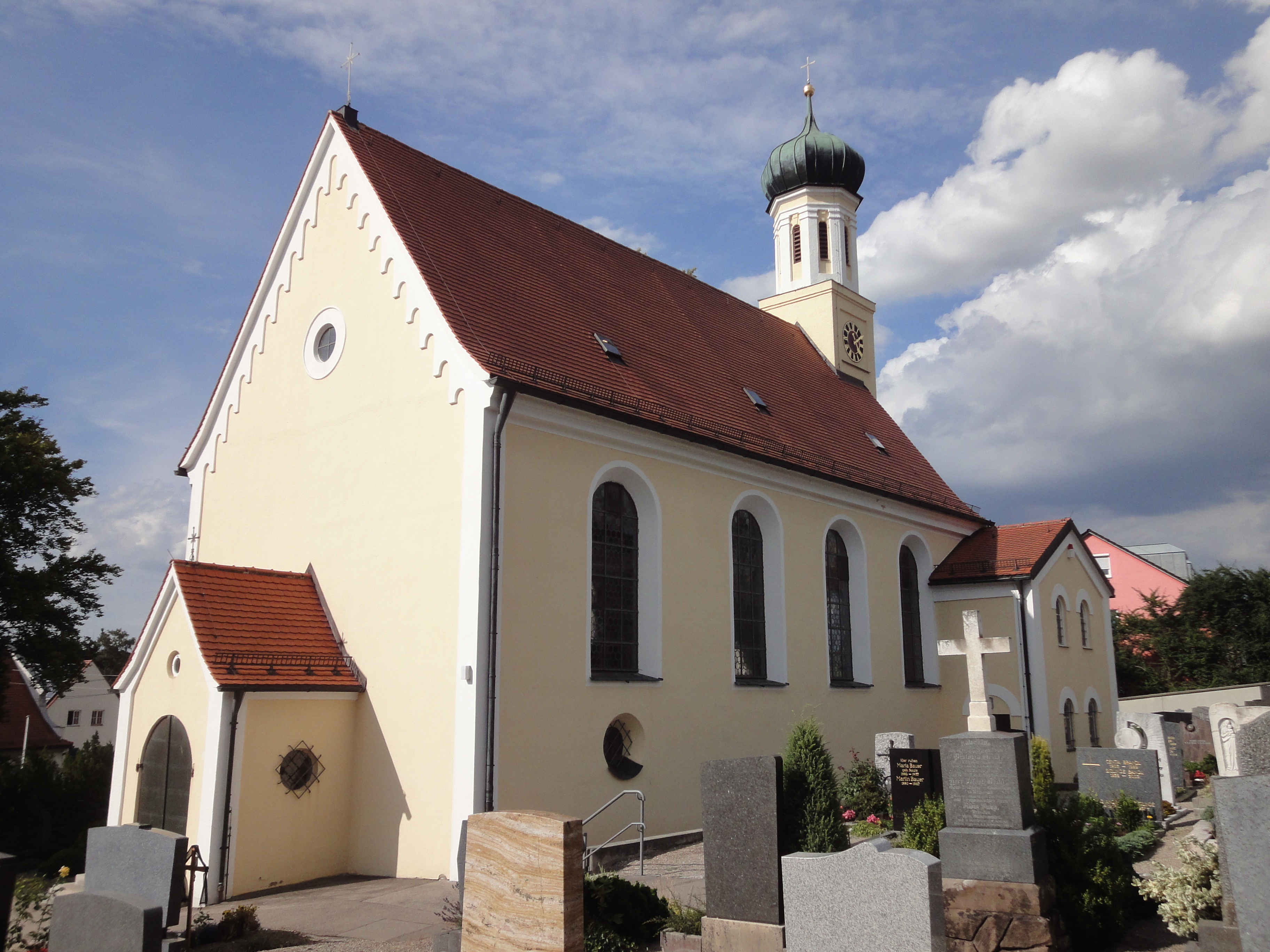
St. Gallus in Steppach

Die römisch-katholische Kirche St. Gallus steht in Steppach bei Augsburg, einem Stadtteil von Neusäß im schwäbischen Landkreis Augsburg in Bayern. Das Bauwerk ist in der Liste der Baudenkmäler in Neusäß als Baudenkmal unter der Nr. D-7-72-184-17 eingetragen, ebenso die nebenstehende Aussegnungshalle.

## Beschreibung
Die Saalkirche wurde 1626 nach einem Entwurf von Hans Alberthal errichtet. Sie besteht aus einem Langhaus und einem eingezogenen, halbrund geschlossenen Chor im Nordosten. Aus dem Satteldach des Langhauses erhebt sich neben dem Chor ein quadratischer Dachreiter, dessen Obergeschoss mit Pilastern an den acht Ecken den Glockenstuhl beherbergt. Darauf sitzt eine Zwiebelhaube. 
Um 1725 wurde im Innenraum des Langhauses ein Stichkappengewölbe eingezogen. Von der 1740 von Johann Georg Lederer durchgeführten Malerei sind nur noch Reste vorhanden. Die Fresken hat 1866 Ferdinand Wagner erneuert. Der Hochaltar wurde um 1720 aufgestellt. Auf dem Altarretabel sind der heilige Gallus und die heilige Felicitas dargestellt. Die Orgel auf der oberen Empore wurde 1989 von Riegner & Friedrich gebaut.